# Rethinking Marxism
«Rethinking Marxism — A Journal of Economics, Culture & Society» (Переосмысливая марксизм — журнал экономики, культуры и общества) — общественно-научный журнал (США). Издание основано в 1988 г. Ассоциацией экономического и социального анализа. Целью журнала является стимулирование интереса к последствиям марксистского экономического, культурного и общественного анализа. В журнале публикуются работы, посвященные изучению трудов К. Маркса и расширению границ его исследований. Выходит раз в квартал.